# مدار ۲۴ درجه جنوبی
مدار ۲۴ درجه جنوبی، دایره‌ای از عرض جغرافیایی است که در ۲۴ درجهٔ جنوبی خط استوا  قرار دارد.

## گذر از مناطق
از نصف‌النهار مبدأ شروع می‌شود و به سمت مشرق ۲۴ درجه جنوبی از موارد زیر گذر می‌کند:
| مختصات‌ها                                             | کشور، قلمرو یا دریا | توضیحات                                                                                               |
| ---------------------------------------------------- | ------------------- | --- |
| ۲۴°۰′ جنوبی ۰°۰′ شرقی / ۲۴٫۰۰۰°جنوبی ۰٫۰۰۰°شرقی      | اقیانوس اطلس        | |
| ۲۴°۰′ جنوبی ۱۴°۲۷′ شرقی / ۲۴٫۰۰۰°جنوبی ۱۴٫۴۵۰°شرقی   | نامیبیا             | |
| ۲۴°۰′ جنوبی ۲۰°۰′ شرقی / ۲۴٫۰۰۰°جنوبی ۲۰٫۰۰۰°شرقی    | بوتسوانا            | |
| ۲۴°۰′ جنوبی ۲۶°۵۵′ شرقی / ۲۴٫۰۰۰°جنوبی ۲۶٫۹۱۷°شرقی   | آفریقای جنوبی       | لیمپوپو امپومالانگا - for about 13km                                                                  |
| ۲۴°۰′ جنوبی ۳۱°۵۳′ شرقی / ۲۴٫۰۰۰°جنوبی ۳۱٫۸۸۳°شرقی   | موزامبیک            | |
| ۲۴°۰′ جنوبی ۳۵°۳۱′ شرقی / ۲۴٫۰۰۰°جنوبی ۳۵٫۵۱۷°شرقی   | اقیانوس هند         | کانال موزامبیک                                                                                        |
| ۲۴°۰′ جنوبی ۴۳°۳۹′ شرقی / ۲۴٫۰۰۰°جنوبی ۴۳٫۶۵۰°شرقی   | ماداگاسکار          | |
| ۲۴°۰′ جنوبی ۴۷°۳۰′ شرقی / ۲۴٫۰۰۰°جنوبی ۴۷٫۵۰۰°شرقی   | اقیانوس هند         | |
| ۲۴°۰′ جنوبی ۱۱۳°۲۷′ شرقی / ۲۴٫۰۰۰°جنوبی ۱۱۳٫۴۵۰°شرقی | استرالیا            | استرالیای غربی قلمرو شمالی (استرالیا) کوئینزلند                                                       |
| ۲۴°۰′ جنوبی ۱۵۱°۴۱′ شرقی / ۲۴٫۰۰۰°جنوبی ۱۵۱٫۶۸۳°شرقی | دریای کورال         | |
| ۲۴°۰′ جنوبی ۱۶۶°۷′ شرقی / ۲۴٫۰۰۰°جنوبی ۱۶۶٫۱۱۷°شرقی  | اقیانوس آرام        | Passing just south of Raivavae island, پلی‌نزی فرانسه · Passing just south of جزیره اونو, جزایر پیت‌کرن |
| ۲۴°۰′ جنوبی ۷۰°۳۱′ غربی / ۲۴٫۰۰۰°جنوبی ۷۰٫۵۱۷°غربی   | شیلی                | |
| ۲۴°۰′ جنوبی ۶۷°۱۸′ غربی / ۲۴٫۰۰۰°جنوبی ۶۷٫۳۰۰°غربی   | آرژانتین            | |
| ۲۴°۰′ جنوبی ۶۰°۲۳′ غربی / ۲۴٫۰۰۰°جنوبی ۶۰٫۳۸۳°غربی   | پاراگوئه            | |
| ۲۴°۰′ جنوبی ۵۵°۱۵′ غربی / ۲۴٫۰۰۰°جنوبی ۵۵٫۲۵۰°غربی   | برزیل               | ماتوگروسو جنوبی - for about 4km                                                                       |
| ۲۴°۰′ جنوبی ۵۵°۱۲′ غربی / ۲۴٫۰۰۰°جنوبی ۵۵٫۲۰۰°غربی   | پاراگوئه            | |
| ۲۴°۰′ جنوبی ۵۴°۲۲′ غربی / ۲۴٫۰۰۰°جنوبی ۵۴٫۳۶۷°غربی   | برزیل               | Mato Grosso do Sul پارانا (برزیل) ایالت سائوپائولو                                                    |
| ۲۴°۰′ جنوبی ۴۶°۱۲′ غربی / ۲۴٫۰۰۰°جنوبی ۴۶٫۲۰۰°غربی   | اقیانوس اطلس        | Passing just south of São Sebastião Island, برزیل                                                     |